# ویلی اشتوف
ویلهلم "ویلی" اشتوف (آلمانی: Wilhelm Stoph؛ زاده ۹ ژوئیهٔ ۱۹۱۴ – درگذشته ۱۳ آوریل ۱۹۹۹) یک سیاست‌مدار اهل آلمان و نخست وزیر سابق جمهوری دموکراتیک آلمان بود. ویلی اشتوف در ۱۳ آویل ۱۹۹۹ در سن ۸۴ سالگی درگذشت.